# Werne
Werne is een stad en gemeente in de Duitse deelstaat Noordrijn-Westfalen, gelegen in de Kreis Unna. De gemeente telt 29.588 inwoners (31 december 2020) op een oppervlakte van 76,08 km².

## Geschiedenis
Rond 800 liet Liudger, de eerste bisschop van Münster, aan de zuidelijke rand van de Dreingaus een kapel bouwen in opdracht van Karel de Grote. In 834 wordt Werne voor het eerst genoemd in een Latijns document waarin sprake is van de ruil van een stuk grond tussen ene Frithuard en de tweede bisschop van Münster Gerfried. Dit document is te vinden in de Bibliotheek van Universiteit Leiden. Letterlijk staat er: "... in pago dreginni in villa quae dicitur werina" (in de Dreingau, in de plaats die Werne wordt genoemd). Rond de kapel was dus al een kleine gemeenschap ontstaan dat het vermelden waard was. 

## Geboren
- Hans-Martin Linde (1930), blokfluit- en traversovirtuoos
- Wolfram Kurschat (1975), mountainbiker

## Galerij

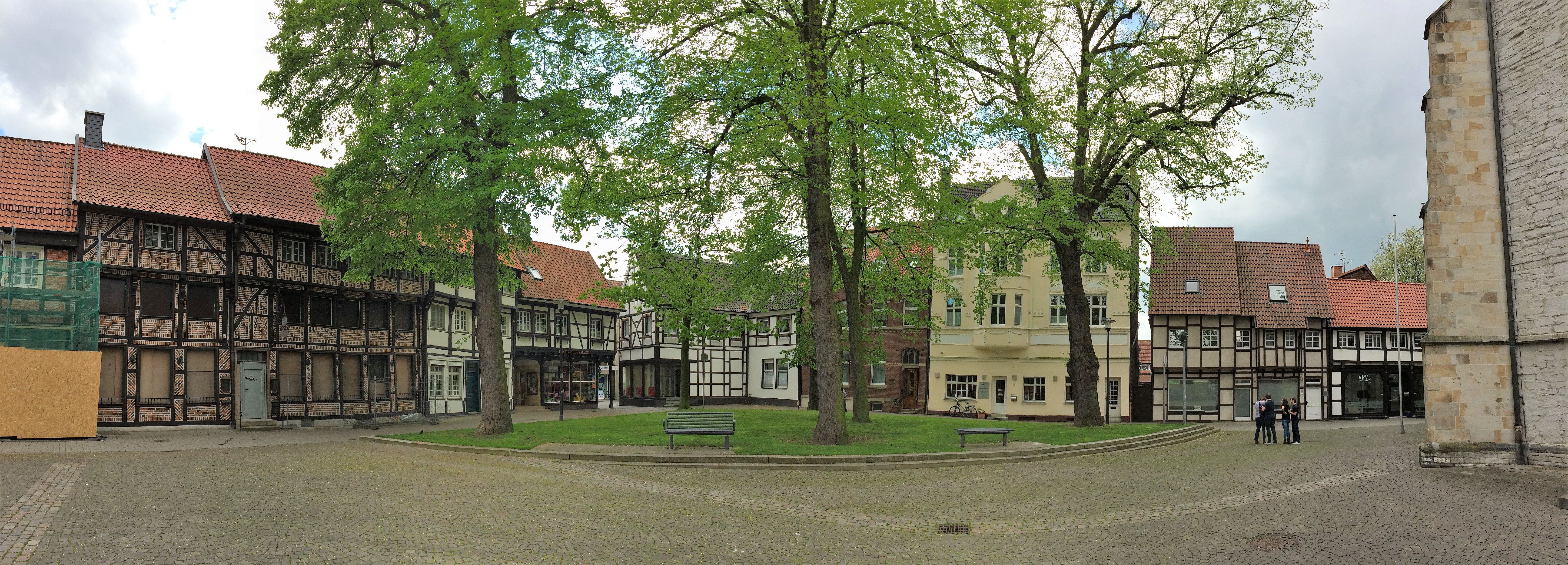
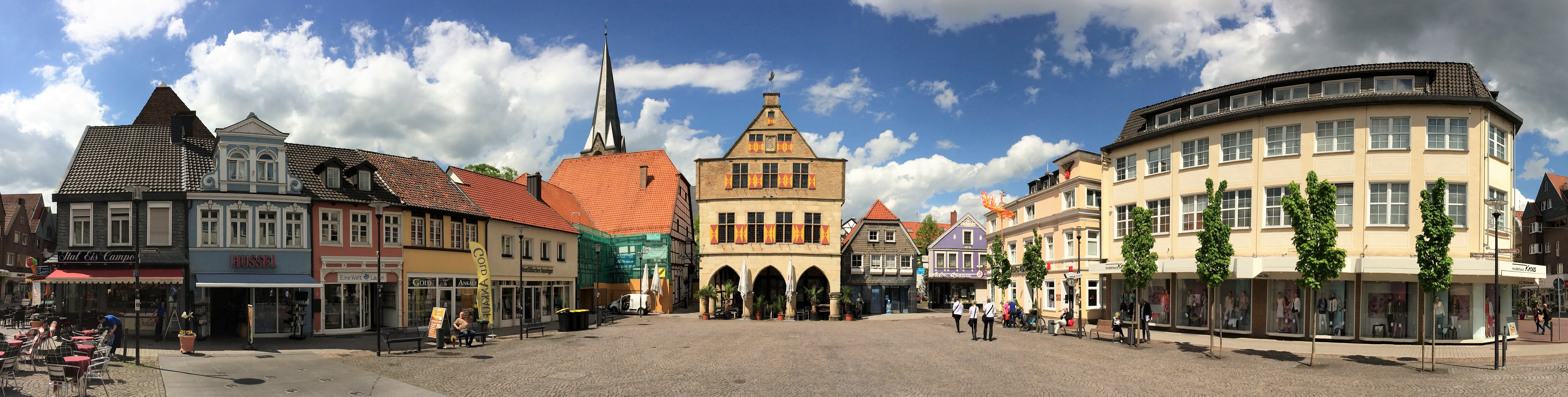

Bergkamen · Bönen · Fröndenberg · Holzwickede · Kamen · Lünen · Schwerte · Selm · Unna · Werne